# IEEE 1355
El estándar IEEE 1355-1995, IEC 14575 o ISO 14575 es un estándar de comunicaciones de datos para interconexión heterogénea (HIC).
IEC 14575 es un sistema de interconexión en serie escalable, de bajo costo y baja latencia, originalmente destinado a la comunicación entre grandes cantidades de computadoras de bajo costo.
IEC 14575 carece de muchas de las complejidades de otras redes de datos. El estándar definió varios tipos diferentes de medios de transmisión (incluidos cables y fibra óptica), para abordar diferentes aplicaciones.
Dado que la lógica de red de alto nivel es compatible, son posibles adaptadores electrónicos económicos. IEEE 1355 se usa a menudo en laboratorios científicos. Los promotores incluyen grandes laboratorios, como el CERN, y agencias científicas.
Por ejemplo, la ESA aboga por un estándar derivado llamado SpaceWire .

## Objetivos
El protocolo fue diseñado para una red conmutada simple y de bajo costo hecha de enlaces punto a punto . Esta red envía paquetes de datos de longitud variable de manera confiable a alta velocidad. Enruta los paquetes mediante el enrutamiento de agujeros de gusano . A diferencia de Token Ring u otros tipos de redes de área local (LAN) con especificaciones comparables, IEEE 1355 escala más allá de mil nodos sin requerir mayores velocidades de transmisión. La red está diseñada para transportar tráfico desde otros tipos de redes, especialmente el Protocolo de Internet y el Modo de transferencia asincrónica (ATM), pero no depende de otros protocolos para la transferencia o conmutación de datos. En esto, se parece al cambio de etiquetas multiprotocolo (MPLS).
IEEE 1355 tenía objetivos como Futurebus y sus derivados Interfaz coherente escalable (SCI) e InfiniBand . El sistema de enrutamiento de paquetes de IEEE 1355 también es similar a VPLS, [cita requerida]   y utiliza un esquema de etiquetado de paquetes similar a MPLS.
IEEE 1355 logra sus objetivos de diseño con electrónica digital relativamente simple y muy poco software. Esta simplicidad es valorada por muchos ingenieros y científicos. Paul Walker (ver enlaces     ) dijo que cuando se implementa en un FPGA, el estándar toma aproximadamente un tercio de los recursos de hardware de un UART (un puerto serie estándar) y brinda cien veces la capacidad de transmisión de datos, mientras implementa una red de conmutación completa y es más fácil de programar .
Históricamente, IEEE 1355 deriva de las redes seriales asíncronas desarrolladas para las interfaces de datos en serie del chip Transputer modelo T9000. El Transputer fue un microprocesador desarrollado para implementar computación paralela a bajo costo. IEEE 1355 fue el resultado de un intento de preservar la red de datos inusualmente simple del Transputer. Este esquema de codificación estroboscópica de datos hace que los enlaces sean automáticos, capaces de adaptarse automáticamente a diferentes velocidades. Fue patentado por Inmos con el número de patente del Reino Unido 9011700.3, reivindicación 16 (codificación de nivel de bits DS-Link), y en 1991 con la patente estadounidense 5341371, reclamo 16.

## Uso
IEEE 1355 inspiró SpaceWire . A veces se usa para conexiones de datos digitales entre instrumentos científicos, controladores y sistemas de grabación. IEEE 1355 se utiliza en instrumentación científica porque es fácil de programar y gestiona la mayoría de los eventos por sí solo sin un software complejo en tiempo real.
IEEE 1355 incluye una definición de medios de red baratos, rápidos y de corta distancia, diseñados como protocolos internos para la electrónica, incluidos equipos de conmutación y enrutamiento de red. También incluye protocolos de red de media y larga distancia, destinados a redes de área local y redes de área amplia .
IEEE 1355 está diseñado para uso punto a punto. Por lo tanto, podría ocupar el lugar del uso más común de Ethernet, si utilizara tecnologías de señalización equivalentes (como la señalización diferencial de bajo voltaje ).
IEEE 1355 podría funcionar bien para dispositivos digitales de consumo. El protocolo es más simple que Universal Serial Bus (USB), FireWire, Peripheral Component Interconnect (PCI) y otros protocolos de consumo. Esta simplicidad puede reducir los gastos del equipo y mejorar la fiabilidad. IEEE 1355 no define ninguna transacción a nivel de mensaje, por lo que debería definirse en estándares auxiliares.
Un banco de pruebas de 1024 nodos llamado Macramé fue construido en Europa en 1997. Los investigadores que midieron el rendimiento y la confiabilidad del banco de pruebas Macramé proporcionaron información útil al grupo de trabajo que estableció el estándar.

## Qué es
El trabajo del Instituto de Ingenieros Eléctricos y Electrónicos fue patrocinado por el Comité de Estándares de Arquitectura de Bus como parte de la Iniciativa de Sistemas de Microprocesador Abierto. El presidente del grupo era Colin Whitby-Strevens, el copresidente era Roland Marbot y el editor Andrew Cofler. El estándar fue aprobado el 21 de septiembre de 1995 como estándar IEEE para Interconexión heterogénea (HIC) (interconexión en serie escalable de bajo costo y baja latencia para la construcción de sistemas paralelos) y publicado como IEEE Std 1355-1995. Se formó una asociación comercial en octubre de 1999 y mantuvo un sitio web hasta 2004.
La familia de estándares utiliza una lógica y un comportamiento similares, pero operan a una amplia gama de velocidades en varios tipos de medios. Los autores del estándar dicen que ningún estándar único aborda todos los puntos de precio y rendimiento de una red. Por lo tanto, el estándar incluye cortes (sus palabras) para interfaces eléctricas de un solo extremo (baratas), diferenciales (confiables) y de alta velocidad (rápidas), así como interfaces de fibra óptica. Las interfaces de larga distancia o rápidas están diseñadas para que no haya transferencia de potencia neta a través del cable.
Las velocidades de transmisión varían de 10 megabits por segundo a 1 gigabit por segundo. Los datos normales de la red consisten en bytes de 8 bits enviados con control de flujo. Esto lo hace compatible con otros medios de transmisión comunes, incluidos los enlaces de telecomunicaciones estándar.
La longitud máxima de los diferentes medios de transmisión de datos varía de un metro a 3 kilómetros. El estándar de 3 km es el más rápido. Los otros son más baratos.
Los conectores se definen de modo que si un enchufe encaja en un conector, se supone que la conexión funciona. Los cables tienen el mismo tipo de enchufe en ambos extremos, por lo que cada estándar tiene solo un tipo de cable. Los "extensores" se definen como conectores de dos extremos que conectan dos cables estándar.
La electrónica de interfaz realiza la mayor parte del manejo de paquetes, enrutamiento, limpieza y administración de protocolos. El software no es necesario para estas tareas. Cuando hay un error, los dos extremos de un enlace intercambian un intervalo de silencio o un reinicio, y luego reinician el protocolo como si estuvieran encendidos.
Un nodo de conmutación lee los primeros bytes de un paquete como una dirección y luego reenvía el resto del paquete al siguiente enlace sin leerlo ni cambiarlo. Esto se llama " cambio de agujero de gusano " en un anexo a la norma. El cambio de agujero de gusano no requiere software para implementar una estructura de cambio. La lógica de hardware simple puede organizar fallas a enlaces redundantes.
Cada enlace define una conexión punto a punto full-duplex (transmisión y recepción bidireccionales continuas) entre dos componentes electrónicos en comunicación. Cada ruta de transmisión tiene un protocolo de control de flujo, de modo que cuando un receptor comienza a obtener demasiados datos, puede disminuir el flujo. La electrónica de cada ruta de transmisión puede enviar datos de control de enlace por separado de los datos normales. Cuando un enlace está inactivo, transmite caracteres NULL. Esto mantiene la sincronización, finaliza cualquier transmisión restante rápidamente y prueba el enlace.
Algunos usuarios de Spacewire están experimentando con versiones semidúplex. El esquema general es que half-duplex usa un canal de transmisión en lugar de dos. En el espacio, esto es útil porque el peso de los cables es la mitad. Los controladores revertirían el enlace después de enviar un carácter de fin de paquete. El esquema es más efectivo en los sistemas eléctricos de auto reloj, como Spacewire. En los cortes ópticos de alta velocidad, el rendimiento semidúplex estaría limitado por el tiempo de sincronización de los bucles de fase bloqueada utilizados para recuperar el reloj de bits.

## Definición
Esta descripción es un breve resumen. El estándar define más detalles, como las dimensiones del conector, los márgenes de ruido y los presupuestos de atenuación.
IEEE 1355 se define en capas y sectores. Las capas son características de red que son similares en diferentes medios y codificaciones de señal. Los cortes identifican un corte vertical de capas compatibles. La capa más baja define las señales. El más alto define los paquetes. Las combinaciones de paquetes, la capa de aplicación o transacción, están fuera del estándar.
Un segmento, una implementación interoperable, se define mediante un código descriptivo conveniente, SC-TM-dd, donde:
- SC es el sistema de codificación de señal. Los valores válidos son DS ( codificación estroboscópica de datos ), TS (tres de seis) y HS (alta velocidad).
- TM es el medio de transmisión. Los valores válidos son SE (electricidad unipolar), DE (electricidad diferencial) y FO (fibra óptica)
- dd es la velocidad en cientos de megabaudios (MBd). Una velocidad de transmisión se refiere a un cambio de la señal. Las codificaciones de transmisión pueden enviar varios bits por segundo por baudios, o varios baudios por bit por segundo.

Las rebanadas definidas incluyen:
- DS-SE-02, barato, útil dentro de equipamiento electrónico, (200 Mbit/s, <1 metro longitud máxima).
- DS-DE-02, ruido-conexiones eléctricas resistentes entre equipamiento (200 Mbit/s, <10 metros).
- TS-FO-02, bien, útil para conexiones de distancia larga (200 Mbit/s, <300 metros).
- HS-SE-10, conexiones muy rápidas cortas entre equipamiento (1 Gbit/s, <8 metros).
- HS-FO-10, mucho tiempo conexiones muy rápidas (1 Gbit/s, <3000 metros).

Spacewire es muy similar al DS-DE-02, excepto que utiliza un conector microminiatura de 9 pines "D" (menor peso) y señalización diferencial de bajo voltaje . También define algunos formatos de mensajes estándar de nivel superior, métodos de enrutamiento y materiales de conectores y cables que funcionan de manera confiable en vacío y vibración severa.

### Capa 0: La capa de señal
En todos los segmentos, cada enlace puede transmitir continuamente en ambas direcciones ("full duplex"). Cada enlace tiene dos canales de transmisión, uno para cada dirección.
En un cable de enlace, los canales tienen un "medio giro" para que la entrada y la salida siempre vayan a los mismos pines del conector en ambos extremos del cable. Esto hace que los cables sean "promiscuos", es decir, cada extremo de cualquier cable se conectará a cualquier conector de un equipo.
Cada extremo del cable de un enlace debe estar claramente marcado con el tipo de enlace: por ejemplo, "Cable de enlace IEEE 1355 DS-DE".

### Capa 1: la capa de personaje
Cada segmento define 256 caracteres de datos. Esto es suficiente para representar 8 bits por carácter. Estos se llaman "datos normales" o "caracteres N".
Cada segmento define una serie de caracteres especiales de control de enlace, a veces llamados "caracteres L". El corte no puede confundirlos con N-caracteres.
Cada segmento incluye un carácter de control de enlace de control de flujo, o FCC, así como caracteres L para NULL (sin datos), ESCAPE, fin de paquete y fin de paquete excepcional. Algunas rebanadas agregan algunas más para iniciar el enlace, diagnosticar problemas, etc.
Cada segmento tiene detección de errores definida en la capa de caracteres, generalmente usando paridad. La paridad generalmente se distribuye en varios caracteres.
Un carácter de control de flujo le da permiso a un nodo para transmitir algunos caracteres de datos normales. El número depende del segmento, con segmentos más rápidos que envían más caracteres por FCC. El control de flujo incorporado a un nivel bajo hace que el enlace sea mucho más confiable y elimina gran parte de la necesidad de retransmitir paquetes.

### Capa 2: La capa de Intercambio
Una vez que se inicia un enlace, intercambia caracteres continuamente. Estos son NULL si no hay datos para intercambiar. Esto prueba el enlace y garantiza que los bits de paridad se envíen rápidamente para finalizar los mensajes.
Cada segmento tiene su propia secuencia de inicio. Por ejemplo, DS-SE y DS-DE son silenciosos, luego comienzan a enviar tan pronto como se les ordena comenzar. Un personaje recibido es un comando para comenzar.
En la detección de errores, normalmente los dos extremos del enlace intercambian un silencio muy breve (por ejemplo, unos pocos microsegundos para DS-SE), o un comando de reinicio y luego intenta reiniciar y restaurar el enlace como si estuviera encendido.

### Capa 3: la capa de paquete común
Un paquete es una secuencia de datos normales con un orden y formato específicos, finalizados por un carácter de "fin de paquete". Los enlaces no intercalan datos de varios paquetes. Los primeros caracteres de un paquete describen su destino. El hardware puede leer esos bytes para enrutar el paquete. El hardware no necesita almacenar el paquete ni realizar ningún otro cálculo para copiarlo y enrutarlo.
Una forma estándar de enrutar paquetes es el enrutamiento de origen de agujero de gusano, a veces llamado "enrutamiento de ruta sustractiva", en el que el primer byte de datos siempre le dice al enrutador cuáles de sus salidas deben transportar el paquete. Luego, el enrutador elimina el primer byte, exponiendo el siguiente byte para que lo use el siguiente enrutador.

### Capa 4: la capa de transacción
IEEE 1355 reconoce que debe haber secuencias de paquetes para realizar un trabajo útil. No define ninguna de estas secuencias.

### Rebanada: DS-SE-02
DS-SE significa "Datos y luz estroboscópica, eléctrica unipolar". Este es el estándar eléctrico menos costoso. Envía datos a una velocidad de hasta 200 megabits por segundo, hasta 1 metro, esto es útil dentro de un instrumento para comunicaciones confiables de bajo número de pines.
Una conexión tiene dos canales, uno por dirección. Cada canal consta de dos cables que transportan luz estroboscópica y datos. La línea estroboscópica cambia de estado cada vez que la línea de datos comienza un nuevo bit con el mismo valor que el bit anterior. Este esquema hace que los enlaces sean automáticos, capaces de adaptarse automáticamente a diferentes velocidades.
Los caracteres de datos comienzan con una paridad impar, seguida de un bit cero. Esto significa que el carácter es un carácter de datos normal, seguido de ocho bits de datos.
Los caracteres de control de enlace comienzan con paridad impar, seguidos de un bit, seguido de dos bits. Odd-1 significa que el personaje es un personaje de control de enlace. 00 es el carácter de control de flujo FCC, 01 es un final normal del paquete EOP, 10 es un final excepcional del paquete EEOP y 11 es un carácter de escape ESC. Un NULL es la secuencia "ESC FCC".
Una FCC da permiso para enviar ocho (8) caracteres de datos normales.
Cada línea puede tener dos estados: por encima de 2.0 V y por debajo de 0.8 V: señales de nivel lógico CMOS o TTL de un solo extremo. La impedancia nominal es de 50 o 100 ohmios, para sistemas de 3,3 V y 5 V, respectivamente. Los tiempos de subida y bajada deben ser <100 ns. La capacitancia debe ser <300 pF para 100 MBd y <4 pF para 200 MBd.
No se definen conectores porque DS-SE está diseñado para su uso en equipos electrónicos.

### Rebanada: DS-DE-02
DS-DE significa "Datos y luz estroboscópica, diferencial eléctrico". Este es el estándar eléctrico que resiste mejor el ruido eléctrico. Envía datos a hasta 200 megabits por segundo, hasta 10 metros, lo que es útil para conectar instrumentos. El cable es grueso y los conectores estándar son pesados y caros.
Cada cable tiene ocho cables que transportan datos. Estos ocho cables se dividen en dos canales, uno para cada dirección. Cada canal consta de cuatro cables, dos pares trenzados. Un par trenzado lleva luz estroboscópica diferencial, y el otro lleva datos diferenciales. La codificación para la capa de caracteres y superior es, por lo demás, similar a la definición DS-SE.
Como el cable tiene diez cables y ocho se usan para datos, queda un par trenzado. El par negro / blanco opcionalmente lleva 5 V de potencia y retorno.
El tiempo de subida del conductor debe estar entre 0.5 y 2ns. El voltaje diferencial puede variar de 0.8 V a 1.4 V, con 1.0 V típico: señales de nivel lógico PECL diferencial. La impedancia diferencial es de 95 ± 10 ohmios. El voltaje de salida en modo común es 2.5–4 V. La impedancia de entrada del receptor debe ser de 100 ohmios, dentro del 10%. El voltaje de modo común de la entrada del receptor debe estar entre -1 y 7 V. La sensibilidad del receptor debe ser de al menos 200 mV.
El cable estándar tiene diez cables. Los conectores son IEC-61076-4-107. Enchufe A (el pin 1 es primero, el pin 2 segundo): a: marrón / azul, b: rojo / verde, c: blanco / negro, d: naranja / amarillo, e: violeta / gris (el pin 1 se da primero). Enchufe B (el pin 2 es el primero, el pin 1 segundo): e: marrón / azul, d: rojo / verde, c: negro / blanco, b: naranja / amarillo, a: violeta / gris. Tenga en cuenta la implementación del "medio giro", enrutando entradas y salidas a los mismos pines en cada enchufe.
El Pin 1C / negro, puede llevar 5 voltios, mientras que 2C / blanco puede llevar retorno. Si la fuente de alimentación está presente, debe tener un fusible autorreparable y puede tener protección contra falla a tierra. Si está ausente, los pines deben incluir una resistencia de 1 MΩ a tierra para filtrar los voltajes estáticos.

### Rebanada: TS-FO-02
TS-FO significa "Tres de seis, fibra óptica". Este es un estándar de fibra óptica diseñado para fibras de plástico asequibles que operan en el infrarrojo cercano. Envía 200 megabits / segundo a unos 300 metros.
La longitud de onda debe estar entre 760 y 900 nanómetros, que está en el infrarrojo cercano. La velocidad de funcionamiento debe ser como máximo de 250 MBd con una variación de 100 partes por millón como máximo. El rango dinámico debe ser de aproximadamente 12 decibelios .
El cable para este enlace utiliza dos fibras ópticas multimodo de 62,5 micrómetros de diámetro. La atenuación máxima de la fibra debe ser de 4 decibelios por kilómetro a una longitud de onda infrarroja de 850 nanómetros. El conector estándar en cada extremo es un conector MU-duplex. La férula 2 siempre está "adentro", mientras que la férula 1 está "afuera". Las líneas centrales deben estar en 14   mm centros, y el conector debe ser 13.9   mm máximo. El cable tiene un "medio giro" para hacerlo promiscuo.

|           | Codificación de línea |
| Datos     | Codificación          |
| --------- | --------------------- |
| 0 0       | 011010                |
| 1         | 101001                |
| 2         | 011001                |
| 3         | 110001                |
| 4 4       | 001101                |
| 5 5       | 101100                |
| 6 6       | 011100                |
| 7 7       | 110100                |
| 8         | 001011                |
| 9 9       | 100011                |
| UN        | 010011                |
| si        | 110010                |
| C         | 001110                |
| re        | 100110                |
| mi        | 010110                |
| F         | 100101                |
| Controlar | 101010                |
| Controlar | 010101                |

La codificación está diseñada para que los errores de un solo bit en la recepción no generen errores de doble bit después de la codificación, y para evitar el uso de CRC, que puede duplicar el tamaño de los paquetes pequeños.
El código de línea "3/6" envía un flujo de seis bits, de los cuales siempre se establecen tres bits. Hay veinte personajes posibles. Dieciséis se usan para enviar cuatro (4) bits, dos no se usan y dos se usan para construir caracteres de control de enlace. Estos se muestran con el primer bit enviado a partir de la izquierda.
Si el símbolo anterior termina con un 0, Control es 010101 y Control * es 101010. Si el símbolo anterior termina con un 1, Control es 101010 y Control * es 010101. NULL es Control Control *. FCC es Control Control. EOP_1 es Control Checksum (ver abajo para def. ) EOP_2 es Control de suma de control. INIT es Control Control * Control * Control *.
Los caracteres de datos están formados por dos símbolos de 4 bits. Los bits 0..3 se transmiten en el primer símbolo, 4..7 en el segundo.
Este enlace transmite NULL cuando está inactivo. Comienza enviando caracteres INIT. Después de recibirlos por 125us, cambia a enviar NULLs. Después de que envía NULL por 125us, envía un solo INIT. Cuando un enlace ha enviado y recibido un solo INIT, puede enviar una FCC y comenzar a recibir datos.
Un carácter de control de flujo (FCC) autoriza el envío de dieciséis (16) caracteres de datos normales.
Recibir dos INIT consecutivos, o muchos ceros o unos indica desconexión.
Los errores de datos se detectan por una paridad longitudinal: todas las palabras de 4 bits no codificadas son exclusivas y luego el resultado se envía como un mordisco de suma de verificación de 4 bits traducido a tres de seis. Esta es la "suma de verificación" discutida anteriormente.

### Rebanada: HS-SE-10
HS-SE significa "alta velocidad, un solo extremo eléctrico". Este es el corte eléctrico más rápido. Envía un gigabit por segundo, pero el rango de 8 metros limita su uso a grupos de instrumentos. Sin embargo, las funciones de modulación y control de enlace de este estándar también son utilizadas por los protocolos de fibra óptica de área amplia.
Un cable de enlace consta de dos 2.85   mm diámetro 50 Ω cables coaxiales. La impedancia de toda la línea de transmisión será de 50 ohmios ± 10%. Los conectores deben seguir la norma IEC 1076-4-107. Los cables coaxiales hacen un "medio giro" para que el pin B siempre esté "adentro" y el pin A siempre esté "afuera".
El enlace eléctrico es unipolar. Para la operación de 3.3 V, la baja es 1.25 V y la alta es de 2 V. Para la operación de 5 V, la baja es de 2.1 V y la alta es de 2.9 V. La velocidad de señalización es de 100 MBd a 1 GBd . El tiempo de subida máximo es de 300 picosegundos, y el mínimo es de 100 picosegundos.
El código 8B / 12B del enlace HS es un código de disparidad emparejado equilibrado, por lo que no hay transferencia de potencia neta. Organiza esto manteniendo una disparidad constante, un recuento del número promedio de unos y ceros. Utiliza la disparidad en ejecución para invertir caracteres selectivamente. Un carácter invertido se marca con un bit invertido establecido. 8B / 12B también garantiza una transición de reloj en cada personaje.
8B / 12B primero envía un bit de paridad impar, seguido de 8 bits (el bit menos significativo primero), seguido de un bit de inversión, seguido de un 1 (que es el bit de inicio) y un 0 que es el bit de parada.
Cuando la disparidad de un personaje es cero (es decir, tiene el mismo número de unos y ceros, y por lo tanto no transferirá potencia), puede transmitirse invertido o no invertido sin ningún efecto sobre la disparidad en ejecución. Los caracteres de control de enlace tienen una disparidad de cero y están invertidos. Esto define 126 posibles caracteres de enlace. Todos los demás caracteres son caracteres de datos normales.
Los caracteres del enlace son: 0: IDLE 5: START_REQ (solicitud de inicio) 1: START_ACK (inicio de confirmación) 2: STOP_REQ (solicitud de detención) 3: STOP_ACK (detención de confirmación) 4: STOP_NACK (detención de confirmación negativa) 125: FCC (control de flujo personaje) 6: RESET
Cuando se inicia un enlace, cada lado tiene un bit "CAL" que es cero antes de que el receptor se calibre para el enlace. Cuando CAL es cero, el receptor arroja todos los datos que recibe.
Durante un arranque unidireccional, el lado A envía IDLE. Cuando el lado B está calibrado, comienza a enviar IDLE a A. Cuando A está calibrado, envía START_REQ. B responde con START_ACK de nuevo a A. A luego envía START_REQ a B, B responde con START_ACK, y en ese punto, A o B pueden enviar un carácter de control de flujo y comenzar a obtener datos.
En una puesta en marcha bidireccional, ambas partes comienzan a enviar IDLE. Cuando el lado A está calibrado, envía START_REQ al lado B. El lado B envía START_ACK, y luego A puede enviar una FCC para comenzar a obtener datos. El lado B hace exactamente lo mismo.
Si el otro lado no está listo, no responde con un START_ACK. Después de 5 ms, el lado A lo intenta nuevamente. Después de 50 ms, el lado A se da por vencido, apaga la alimentación, se detiene e informa un error. Este comportamiento es para evitar lesiones oculares por un extremo de fibra óptica desconectado de alta potencia.
Un carácter de control de flujo (FCC) autoriza al receptor a enviar treinta y dos (32) caracteres de datos.
Se repite un carácter de reinicio y luego provoca un arranque unidireccional.
Si un receptor pierde la calibración, puede enviar un comando de reinicio o simplemente mantener su transmisor bajo, causando una falla de calibración en el otro enlace.
El enlace solo se cierra si ambos nodos solicitan un apagado. El lado A envía STOP_REQ, el lado B responde con STOP_ACK si está listo para apagarse, o STOP_NACK si no está listo. El lado B debe realizar la misma secuencia.

### Rebanada: HS-FO-10
"HS-FO" significa "fibra óptica de alta velocidad". Esta es la porción más rápida y también tiene el rango más largo. Envía un gigabit / segundo hasta 3000 metros.
El personaje y los niveles superiores son como HS-SE-10.
El cable es muy similar al otro cable óptico, TS-FO-02, excepto por la etiqueta obligatoria y el conector, que debe ser IEC-1754-6. Sin embargo, en cables más antiguos, a menudo es exactamente lo mismo que TS-FO-02, excepto por la etiqueta. HS-FO-10 y TS-FO-02 no interoperarán.
Este cable puede tener un cable multimodo de 62,5 micrómetros, un cable multimodo de 50 micrómetros o un cable monomodo de 9 micrómetros. Estos varían en gastos y las distancias que permiten: 100 metros, 1000 metros y 3000 metros respectivamente.
Para la fibra multimodo, en el transmisor, la potencia de lanzamiento es generalmente de -12 decibelios. La longitud de onda es de 760-900 nanómetros ( infrarrojo cercano). En el receptor, el rango dinámico es de 10 decibelios, y la sensibilidad es de -21 decibelios con una tasa de error de un bit en 10 12 bits.
Para fibra monomodo, en el transmisor, la potencia de lanzamiento es generalmente -12 decibelios. La longitud de onda es de 1250-1340 nanómetros ( infrarrojo más lejano ). En el receptor, el rango dinámico es de 12 decibelios, y la sensibilidad es de -20 decibelios con una tasa de error de un bit en 10 12 bits.

## Otras lecturas
- The Network Designer's Handbook. Volume 51: Concurrent Systems Engineering Series. IOS Press. 1997. ISBN 978-90-5199-380-6.